# Johannes d'Arles
Johannes  ( ? -  502 ?), appelé aussi, selon certaines classifications, Jean Ier. 
Archevêque d’Arles (502-502)

## Biographie
Johannes est non connu bien qu'inscrit sur les diptyques épiscopaux, une première fois entre Léonce et Éon et une seconde entre Éon et Césaire. La GCN ne comprend aucun document le mentionnant. Toutefois, d’après Klingshirn, il semble qu’entre la mort d’Éon survenue le 16 août 502 (ou 501) et l’élection de Césaire en décembre 502, soit pendant 4 ou 16 mois, l’élection du futur archevêque ait donné lieu à une forte compétition, preuve pour lui de la présence de cet archevêque entre Éon et Césaire. Cet historien appuie sa démonstration en notant le délai anormalement élevé entre la mort d’Éon et l’arrivée sur le siège de Césaire, le zèle que déploie avant sa mort Éon pour mettre Césaire, son neveu, en mesure de lui succéder, laissant transparaître ainsi de sérieuses oppositions, et une lettre entre Ruricius de Limoges et Capillutus un homme âgé habitant Arles, qui fait allusion à une élection difficile. Ainsi Johannes probablement élu par le clergé arlésien contre l'avis d'Éon, aurait siégé de quelques mois à une petite année et aurait été remplacé après sa mort (ou destitution ?) par Césaire qui accède au siège archiépiscopal à la fin 502.

### Sources et références
- William E. Klingshirn - Caesarius of Arles : The Making of a Christian Community in Late Antique Gaul - Cambridge University Press, 1994 –  (ISBN 0-521-52852-6), pages 84 et suivantes ici.
- Joseph Hyacinthe Albanés - Gallia christiana novissima; ouvrage accessible sur Gallica, p.47 ici